# Psococerastis
Psococerastis är ett släkte av insekter som beskrevs av John Victor Pearman 1932. Psococerastis ingår i familjen storstövsländor.
Släktet innehåller bara arten Psococerastis gibbosa.

## Bildgalleri

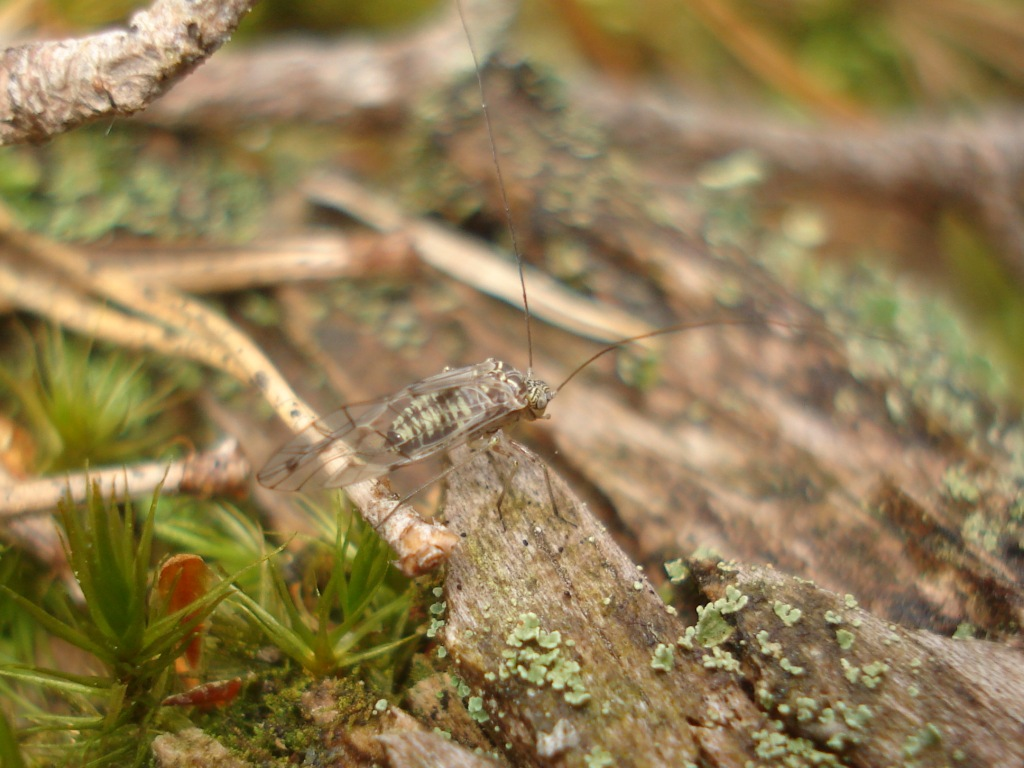
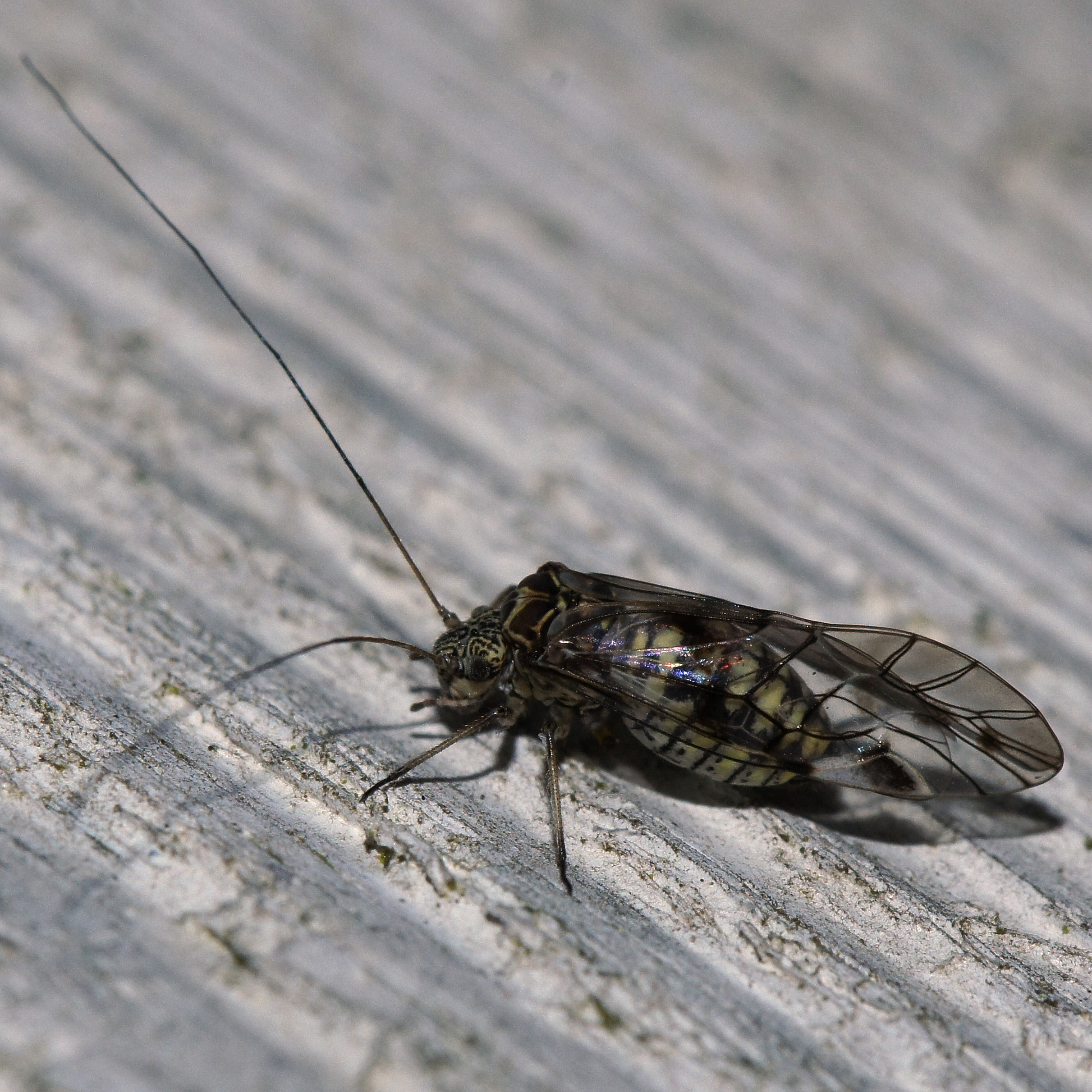